# Olof Hamrén
Olof Hamrén, född 27 februari 1728 i Svegs socken, död omkring 1 maj 1797 i Lövångers socken, var en svensk präst.
Hamrén inskrevs i september 1748 som student vid Uppsala universitet, där han promoverades till filosofie magister i juni 1755. Han prästvigdes i mars 1757 till adjunkt till Pehr Rådström i Skellefteå och stannade där till maj 1761, då han blev pedagog och biträdande komminister i Luleå. I augusti 1767 tillträdde han som kyrkoherde i Överkalix församling. Efter att ha presiderat på prästmötet i Piteå 1787 blev han honorärprost samma år men 1789 kontraktsprost i Västerbottens tredje kontrakt efter Jonas Hollstens död. I augusti 1789 utnämndes han till kyrkoherde i Lövångers församling, där han tillträdde 1791. Hans exakta dödsdatum är oklart. Officiellt noterades 2 maj 1797, men ryktet gjorde gällande att han avled i slutet av april, vilket änkan skulle ha hållit hemligt av ekonomiska skäl. Det eckleastika året tog ju sin början 1 maj och ett dödsfall i april innebar försörjning för änkan till detta datum, medan ett frånfälle efter 1 maj ledde till att änkan försörjdes till nästkommande 1 maj, det vill säga i detta fall nästan ett helt kalenderår.
Hamrén var gift med Brita Catharina Nordwall, som var dotter till kyrkoherden Jonas Nordwall och Sofia Kråka samt syster till Eric Nordewall. I äktenskapet föddes 14 barn, av vilka en dotter blev gift med häradsskrivaren Carl Magnus Bergstedt i Umeå socken, en annan dotter gift med prosten Johan Wijkström i Övertorneå och ytterligare en dotter gift med översten Adam Gyllengahm.